# سومباوانگا
سومباوانگا یکی از شهرهای کشور تانزانیا و مرکز استان روکاوا می‌باشد. این شهر در غرب کشور تانزانیا قرار دارد.
برپایه نتایج سرشماری عمومی نفوس و مسکن که در سال ۲۰۰۲ توسط دولت تانزانیا انجام شد جمعیت این شهر حدوداً رقمی بالغ بر ۱۵۰٫۰۰۰ نفر اعلام شده است.